# Plectosphaera cryptomeriae
Plectosphaera cryptomeriae är en svampart som först beskrevs av Kanesuke Hara, och fick sitt nu gällande namn av Tak. Kobay. 1970. Plectosphaera cryptomeriae ingår i släktet Plectosphaera och familjen Phyllachoraceae.   Inga underarter finns listade i Catalogue of Life.